# Volume-of-Fluid-Methode
Die Volume-of-Fluid-Methode (oft als VOF-Methode abgekürzt) ist ein Verfahren der numerischen Strömungsmechanik zur Behandlung zweiphasiger Strömungen.
Sie ist eines der Standardverfahren in diesem Bereich und wird fast ausschließlich mit der Finite-Volumen-Diskretisierung eingesetzt.
Die Methode wurde 1976 von William Noh und Paul Woodward zum ersten Mal vorgestellt. Die erste umfangreiche Publikation erfolgte 1980 durch Nichols, Hirt und Hotchkiss in einem technischen Report, 1981 folgte eine Veröffentlichung von Hirt und Nichols in einer Zeitschrift.

## Grundidee

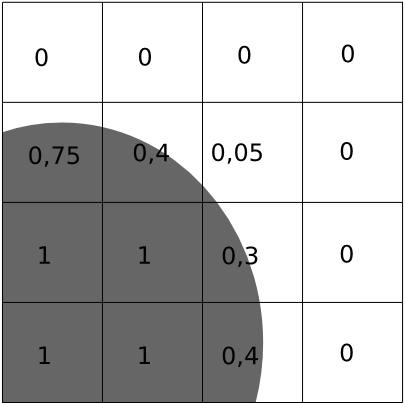
Schematische Darstellung der Phasenzuordnung in einem kartesischen Gitter

Bei der Volume-of-Fluid-Methode wird der Volumenanteil einer Phase innerhalb einer Berechnungszelle als zusätzliche Variable {\displaystyle C} gespeichert. Diese Variable hat den Wert 1, wenn sich nur die erste Phase innerhalb der Berechnungszelle befindet und den Wert 0, wenn sich nur die zweite Phase in der Zelle befindet. In Zellen mit beiden Phasen liegt der Wert zwischen 0 und 1. Im nebenstehenden Bild ist schematisch die Zuordnung der tatsächlichen Volumenanteile (grauer Teilkreis) zu den Zellen in einem zweidimensionalen, kartesischen Gitter dargestellt. Die Zahlenwerte sind nur symbolisch zu verstehen und nicht exakt.
Die Variable {\displaystyle C} wird mit Hilfe des Geschwindigkeitsfeldes {\displaystyle \mathbf {u} } gemäß
{\displaystyle {\frac {\partial C}{\partial t}}+\mathbf {u} \cdot \nabla C=0.}
konvektiv transportiert. Aus der Verteilung der Phasen werden die physikalischen Eigenschaften wie Dichte oder Viskosität abgeleitet. In Zellen, die beide Fluide enthalten, werden diese Werte gemittelt. Diese Werte werden dann verwendet, um mit Hilfe der Navier-Stokes-Gleichungen ein neues Geschwindigkeitsfeld zu berechnen. Bei der Volume-of-Fluid-Methode ist die Lage der Grenzfläche zwischen den Fluiden nur implizit bekannt. Das hat den Vorteil, dass sich Topologieänderungen, inklusive Zerfall und Kombination, der freien Oberfläche einfach erfassen lassen, aber den Nachteil, dass einige Grenzflächenphänomene nicht modelliert werden können. Die Volume-of-Fluid-Methode ist konservativ, das heißt, dass bei der Berechnung der konvektiven Flüsse das Volumen der Phasen exakt erhalten bleibt.

## Erweiterungen der Methode

### Geometrische Rekonstruktion

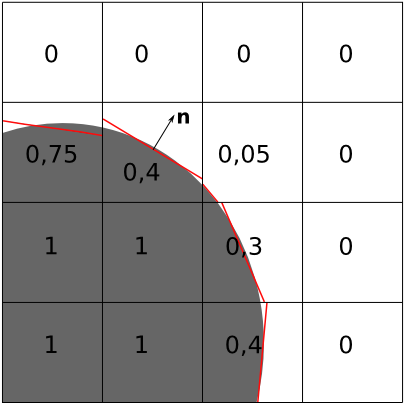
Schematische Darstellung der Grenzflächenrekonstruktion mit PLIC

Zur Verbesserung der VOF-Methode wurden verschiedene Ergänzungen entwickelt. Dazu zählen vor allem die Geometrische Rekonstruktion der Grenzfläche, mit der sich die Genauigkeit der Flußberechnung in Grenzflächenzellen deutlich verbessern lässt.
Die Piecewise Linear Interface Construction (PLIC) ist in diesem Bereich die Standardmethode. Die Grenzfläche wird dabei durch eine Ebene angenähert, die senkrecht zum Normalen Vektor {\displaystyle \mathbf {n} } in der Zelle liegt. Die Position innerhalb der Zelle wird dabei so gewählt, dass sich genau die durch die {\displaystyle C}-Variable beschriebenen Volumenanteile ergeben. Im nebenstehenden Bild ist eine solche Rekonstruktion schematisch dargestellt. Die roten Linien zeigen dabei die rekonstruierte Grenzfläche an.
Das aus Zellwänden und der Grenzfläche entstehende Polygon wird um eine aus Geschwindigkeit und Zeitschrittlänge gebildete Strecke verschoben. Die konvektiven Flüsse können dann aus der Schnittmenge des verschobenen Polygons mit den Zellgrenzen bestimmt werden.
Eine ausführliche Diskussion findet sich bei
Rider und Kothe.

### Oberflächenspannung
Bei vielen Phänomenen mit freier Oberfläche spielt die Oberflächenspannung eine entscheidende Rolle. Deshalb gibt es mehrere Modelle, die eine Berücksichtigung der Oberflächenspannung im Rahmen von VOF-Simulationen ermöglichen. Die beiden wichtigsten sind:
Die Continuous-Surface-Force-Methode (CSF) nach Brackbill u. a. und die Continuous-Surface-Stress-Methode (CSS) von Lafaurie u. a.

### Hybride Methoden
Sowohl die Volume-of-fluid-Methode als auch die verwandte Level-Set-Methode haben unterschiedliche Vor- und Nachteile. Es gab deshalb Versuche, die Nachteile zu eliminieren, indem man beide Methoden kombiniert. Der Rechenaufwand ist bei hybriden Methoden deutlich größer als bei den einzelnen Verfahren.

## Anwendungsgebiete

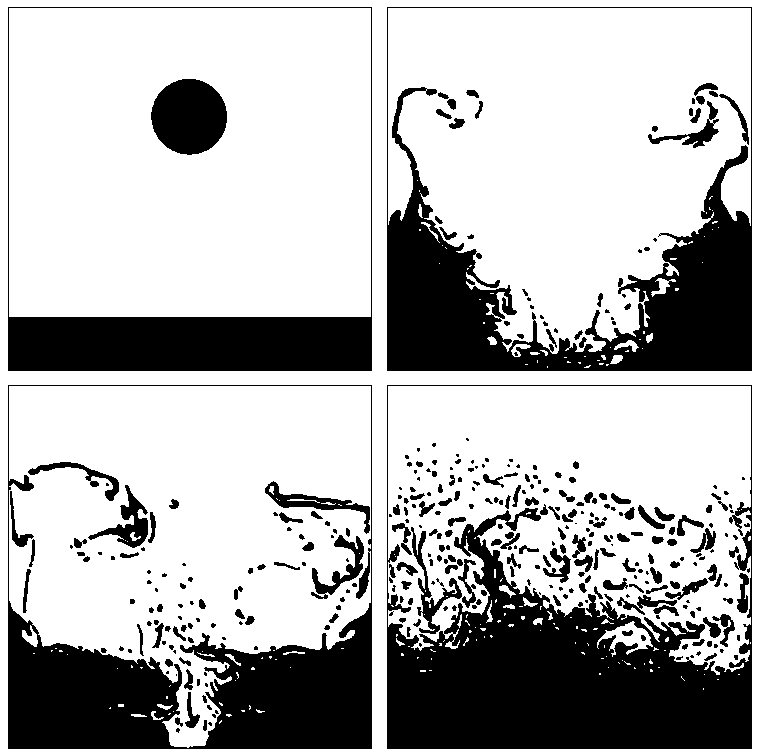
Beispiel für eine Strömungssimulation mit der VOF-Methode

Mit Hilfe der Volume of Fluid Methode lassen sich viele physikalische Phänomene mit freier Oberfläche simulieren. Dazu gehören zum Beispiel Strömungen in teilgefüllten Behältern. Ein typisches Anwendungsbeispiel ist das Dammbruch-Szenario, das oft als Validierung für die numerische Simulation von zweiphasigen Strömungen herangezogen wird. Die Volume of Fluid Methode kann mit weiteren Modellen kombiniert werden um komplexere Phänomene simulieren zu können. Zusammen mit Wärmetransport lassen sich zum Beispiel wärmeinduzierte Dichteunterschiede simulieren.
Des Weiteren lassen sich Phasenübergänge wie Schmelzen, Erstarren, Verdampfen und Kondensieren simulieren. Mit Modellen für den Stofftransport lassen sich Mischvorgänge darstellen, chemische Reaktionen im Zusammenhang mit zweiphasigen Strömungen sind ebenfalls möglich. Darüber hinaus gibt es Ansätze, mit denen sich Nicht-Newtonisches Verhalten simulieren lässt.